# Witch Tarohoro
Witch Tarohoro (zapis stylizowany: WITCH Tarohoro) – pierwszy singel polskiej piosenkarki Justyny Steczkowskiej z jej dziewiętnastego albumu studyjnego o tym samym tytule. Singel został wydany 29 grudnia 2023.
Kompozycja zajęła 2. miejsce w polskich wewnętrznych eliminacjach na 68. Konkurs Piosenki Eurowizji (2024).
Nagranie otrzymało w Polsce status złotego singla, przekraczając liczbę 25 tysięcy sprzedanych kopii.

## Geneza utworu i historia wydania
Utwór napisali i skomponowali Maria Dzięcielak, Carla Fernandes, Justyna Steczkowska, Dominic Buczkowski-Wojtaszek, Patryk Kumór i Emilian Waluchowski, natomiast za produkcję piosenki odpowiada Hotel Torino. Piosenkarka o singlu:

Tym utworem chcę wam opowiedzieć o naszej słowiańskiej sile, odwadze i niezwykłej energii, która jest zaklęta w muzyce i słowach. »Jarga drago wese trado istra wejar valveladodeja«... To właśnie niezwykłe słowiańskie słowa mocy, które wraz z piosenką będą dodawały wam siły i odwagi. Będą was otulały miłością i chroniły przed złą i ciężką energią. W tej piosence zawarta jest nasza pierwotna siła tworzenia, kreatywności i prawdziwej mocy.

Singel ukazał się w formacie digital download 29 grudnia 2023 w Polsce za pośrednictwem wytwórni płytowej JS Music w dystrybucji Royal Concert. Piosenka została umieszczona na dziewiętnastym albumie studyjnym Steczkowskiej – Witch Tarohoro.
Piosenka została zgłoszona do polskich wewnętrznych eliminacji na 68. Konkurs Piosenki Eurowizji organizowany w Malmö. Ostatecznie zajęła 2. miejsce z dorobkiem 33 punktów.
31 grudnia 2023 utwór został wykonany podczas Sylwestra z Dwójką emitowanego na antenie stacji TVP2 w Zakopanem. W marcu 2024 wykonała piosenkę w Jaka to melodia?.

## Teledysk
Do utworu powstał teledysk w reżyserii sióstr Bui. Materiał wideo udostępniono 23 maja 2024 za pośrednictwem serwisu YouTube.

## Lista utworów
- Digital download[3]

1. „Witch Tarohoro” – 3:00

## Certyfikaty
| Kraj          | Certyfikat  | Sprzedaż |
| ------------- | ----------- | -------- |
| Polska (ZPAV) | złota płyta | 25 000+  |